# Goryphus maculipennis
Goryphus maculipennis är en stekelart som först beskrevs av Cameron 1902.  Goryphus maculipennis ingår i släktet Goryphus och familjen brokparasitsteklar. Inga underarter finns listade i Catalogue of Life.